# Bobber

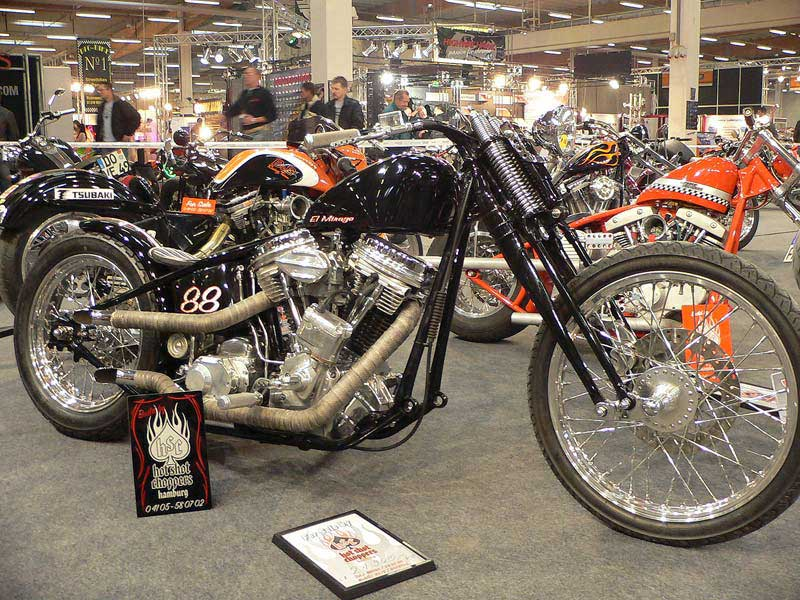
Bobber Harley-Davidson

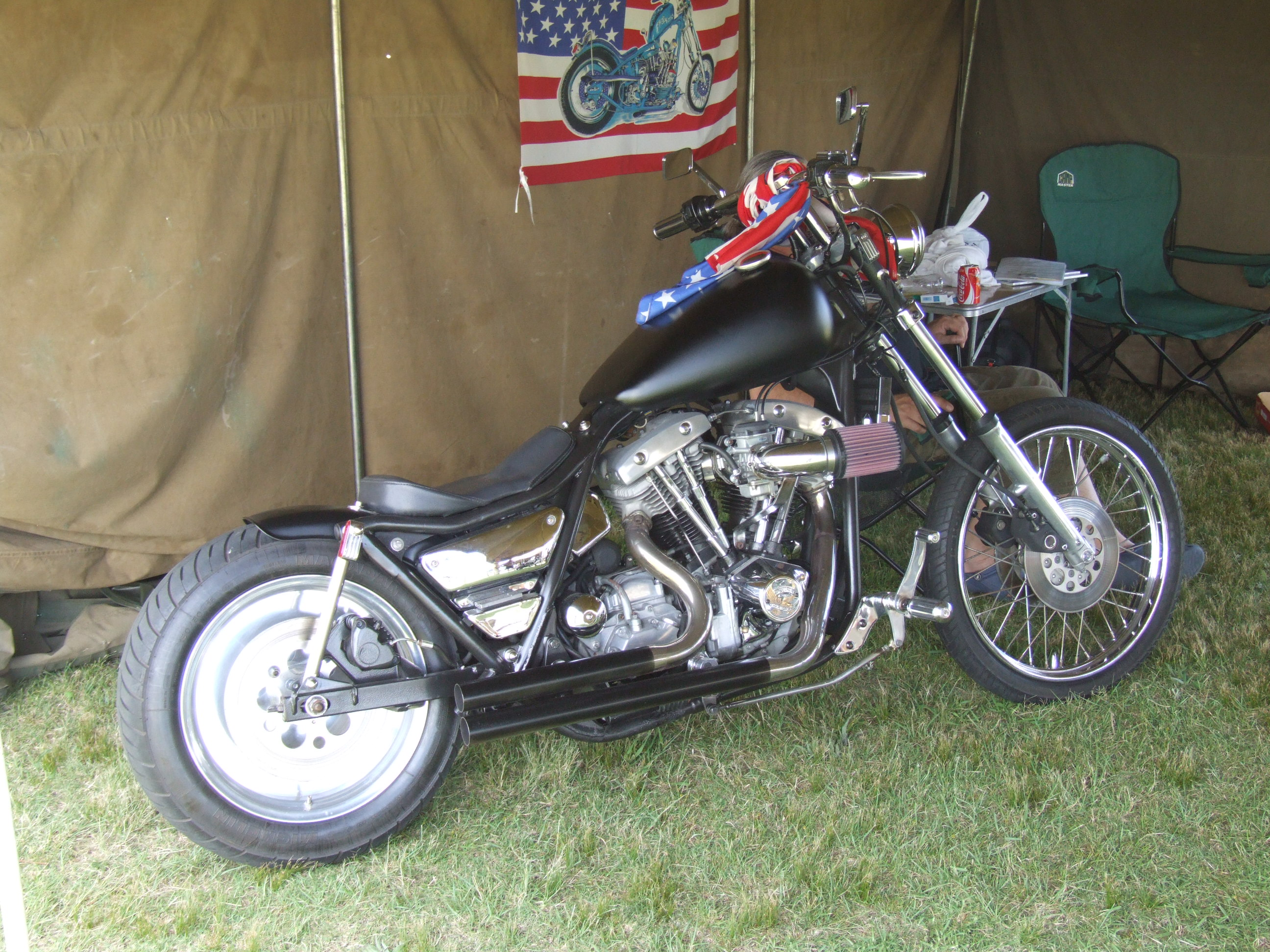
Boober Harley-Davidson

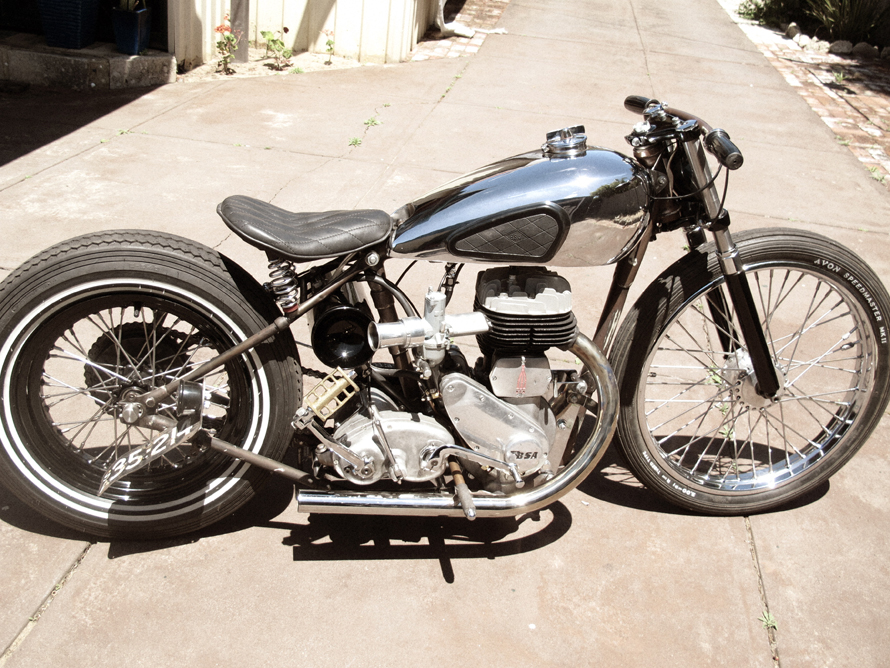
Bobber BSA M20

Bobber (pierwotnie, w latach 1930–1990, „bob-job”) – rodzaj zmodyfikowanych motocykli. Modyfikacje polegają na usunięciu z motocykla „zbędnych” elementów, jak przedni i tylny błotnik oraz innych elementów, redukując tym samym masę motocykla.

## Historia
Bob-job wyewoluował z wczesnych Amerykańskich customów Cut Down, które pojawiły się około 1920 r. i bazowały na Harley-Davidsonach serii J. Oprócz usuniętych błotników i innych elementów przeróbce podlegały także ramy prowadząc do obniżenia motocykla i zmniejszeniu rozstawu osi poprzez zmianę kąta przedniego zawieszenia.
W 1933 AMA wprowadziła Wyścigi klasy C, które obejmowały tylko skatalogowane motocykle wyścigowe mogące brać w nich udział. Klasa C jak Indian Daytona Scout czy Harley-Davidson WLDR czy WR, które były inspiracją dla bob-jobów. Nie posiadały przedniego błotnika miały skrócone błotniki tylne i małą masę. Użytkownicy motocykli zaczęli kopiować wygląd motocykli wyścigowych. Pierwsze bob-joby pojawiły się w połowie lat trzydziestych, a ich modyfikacje ograniczały się do prostych prac malarskich.
Bezpośrednio po II wojnie światowej bob-joby równolegle z hot rodami były przedmiotem dekoracyjnych modyfikacji wizualnych, takich jak chromowane pokrywy, lakiery metaliczne, artystyczne malowania i kolorowe siedzenie.
W 1946 Kenneth Howard („Von Dutch”) zaczął modyfikować swojego Indian Scouta, przemalowując go, zmniejszając zbiornik paliwa, podnosząc kierownicę oraz przerabiając układ wydechowy przez wygięcie rur wydechowych do góry. Takie modyfikacje stały się standardem dla bob-jobów – zyskały na popularności wśród zwykłych i pokazowych motocykli. Bob-joby ewoluowały w ciągu lat 50. i 60. w kilku kierunkach. Niektóre prezentowały styl hot rodów, inne wyścigowych dragów, jeszcze inne posiadały styl motocykli „klubowych”, a część kontynuowała oryginalny styl inspirowany klasą C. Bob-joby odzwierciedlały gusta estetyczne swoich właścicieli i były przez nich indywidualnie tworzone, aż do 1990 roku nie trafiając do seryjnej produkcji. W latach dziewięćdziesiątych termin bob-job zaczął tracić na popularności na rzecz nazwy „bobber”, a styl znowu zyskał na popularności wśród osób modyfikujących motocykle. Styl ten kontynuowany jest do dziś w wielu wariantach jak „boober chooper” czy „retro-bobber” i wciąż ewoluuje, a jego popularność nie słabnie.

## Bobber a chopper
Termin „chopper” pojawił się w prasie dopiero w połowie lat 60., ponad 30 lat po zaistnieniu bob-joba. Choppery są bardziej wystylizowane i ekstremalnie zmodyfikowane technicznie w porównaniu do bob-jobów; posiadają wysokie wygięte kierownice, dużo chromu. Typowe bobbery posiadają niemodyfikowane ramy, podczas gdy ramy chooperów są modyfikowane lub też robione od podstaw przez swoich właścicieli. Boobery są łatwiejsze do zbudowania z seryjnych motocykli i często ręcznie robione. Z uwag na fakt, iż motocykle customowe mogą być drogie w budowie, często budowane są ze starych bądź używanych części lub też ręcznie robionych we własnym zakresie.